# Gran Premi de Singapur del 2019
El Gran Premi de Singapur de Fórmula 1 de la temporada 2019 s'ha disputat al Circuit de Singapur, del 20 a 22 de setembre de 2019.

## Qualificació
La qualificació va ser realitzada en el dia 21 de setembre.
| Pos                  | No | Pilot              | Constructor           | Part 1   | Part 2   | Part 3   | Sortida |
| -------------------- | -- | ------------------ | --------------------- | -------- | -------- | -------- | ------- |
| 1                    | 16 | Charles Leclerc    | Ferrari               | 1:38.014 | 1:36.650 | 1:36.217 | 1       |
| 2                    | 44 | Lewis Hamilton     | Mercedes              | 1:37.565 | 1:36.933 | 1:36.408 | 2       |
| 3                    | 5  | Sebastian Vettel   | Ferrari               | 1:38.374 | 1:36.720 | 1:36.437 | 3       |
| 4                    | 33 | Max Verstappen     | Red Bull-Honda        | 1:38.540 | 1:37.089 | 1:36.813 | 4       |
| 5                    | 77 | Valtteri Bottas    | Mercedes              | 1:37.317 | 1:37.142 | 1:37.146 | 5       |
| 6                    | 23 | Alexander Albon    | Red Bull-Honda        | 1:39.106 | 1:37.865 | 1:37.411 | 6       |
| 7                    | 55 | Carlos Sainz Jr.   | McLaren-Renault       | 1:38.882 | 1:37.982 | 1:37.818 | 7       |
| 8                    | 27 | Nico Hülkenberg    | Renault               | 1:39.001 | 1:38.580 | 1:38.264 | 8       |
| 9                    | 4  | Lando Norris       | McLaren-Renault       | 1:38.606 | 1:37.572 | 1:38.329 | 9       |
| 10                   | 11 | Sergio Pérez       | Racing Point-Mercedes | 1:39.909 | 1:38.520 |          | 151     |
| 11                   | 99 | Antonio Giovinazzi | Alfa Romeo-Ferrari    | 1:39.272 | 1:38.697 |          | 10      |
| 12                   | 10 | Pierre Gasly       | Toro Rosso-Honda      | 1:39.085 | 1:38.699 |          | 11      |
| 13                   | 7  | Kimi Räikkönen     | Alfa Romeo-Ferrari    | 1:39.454 | 1:38.858 |          | 12      |
| 14                   | 20 | Kevin Magnussen    | Haas-Ferrari          | 1:39.942 | 1:39.650 |          | 13      |
| 15                   | 26 | Daniïl Kviat       | Toro Rosso-Honda      | 1:39.957 |          |          | 14      |
| 16                   | 18 | Lance Stroll       | Racing Point-Mercedes | 1:39.979 |          |          | 16      |
| 17                   | 8  | Romain Grosjean    | Haas-Ferrari          | 1:40.277 |          |          | 17      |
| 18                   | 63 | George Russell     | Williams-Mercedes     | 1:40.867 |          |          | 18      |
| 19                   | 88 | Robert Kubica      | Williams-Mercedes     | 1:41.186 |          |          | 19      |
| 107% Temps: 1:44.129 |    |                    |                       |          |          |          |         |
| 20                   | 3  | Daniel Ricciardo   | Renault               | 1:39.362 | 1:38.399 | 1:38.095 | 202     |
| Font                 |    |                    |                       |          |          |          |         |

Notes
- ^1 Sergio Pérez fou penalizat amb cinc posicions en la graella de sortida per canviar la caixa de canvi.
- ^2 Daniel Ricciardo fou excluit de la classificació tan aviat que el MGU-K del seu cotxe va generar més potència que pot en el reglament.

## Resultats de la cursa
La cursa va ser realitzat en el dia 22 de setembre.
| Pos                                                                    | No | Pilot              | Constructor           | Voltes | Temps / Retirada | Pos.Sortida | Punts |
| ---------------------------------------------------------------------- | -- | ------------------ | --------------------- | ------ | ---------------- | ----------- | ----- |
| 1                                                                      | 5  | Sebastian Vettel   | Ferrari               | 61     | 1:58:33.667      | 3           | 25    |
| 2                                                                      | 16 | Charles Leclerc    | Ferrari               | 61     | +2.641           | 1           | 18    |
| 3                                                                      | 33 | Max Verstappen     | Red Bull-Honda        | 61     | +3.821           | 4           | 15    |
| 4                                                                      | 44 | Lewis Hamilton     | Mercedes              | 61     | +4.608           | 2           | 12    |
| 5                                                                      | 77 | Valtteri Bottas    | Mercedes              | 61     | +6.611           | 5           | 10    |
| 6                                                                      | 23 | Alexander Albon    | Red Bull-Honda        | 61     | +11.663          | 6           | 8     |
| 7                                                                      | 4  | Lando Norris       | McLaren-Renault       | 61     | +14.769          | 9           | 6     |
| 8                                                                      | 10 | Pierre Gasly       | Toro Rosso-Honda      | 61     | +15.547          | 11          | 4     |
| 9                                                                      | 27 | Nico Hülkenberg    | Renault               | 61     | +16.718          | 8           | 2     |
| 10                                                                     | 99 | Antonio Giovinazzi | Alfa Romeo-Ferrari    | 61     | +27.8551         | 10          | 1     |
| 11                                                                     | 8  | Romain Grosjean    | Haas-Ferrari          | 61     | +35.436          | 17          |       |
| 12                                                                     | 55 | Carlos Sainz Jr.   | McLaren-Renault       | 61     | +35.974          | 7           |       |
| 13                                                                     | 18 | Lance Stroll       | Racing Point-Mercedes | 61     | +36.419          | 16          |       |
| 14                                                                     | 3  | Daniel Ricciardo   | Renault               | 61     | +37.660          | 20          |       |
| 15                                                                     | 26 | Daniïl Kviat       | Toro Rosso-Honda      | 61     | +38.178          | 14          |       |
| 16                                                                     | 88 | Robert Kubica      | Williams-Mercedes     | 61     | +47.024          | 19          |       |
| 17                                                                     | 20 | Kevin Magnussen    | Haas-Ferrari          | 61     | +86.522          | 13          | 2     |
| Ret                                                                    | 7  | Kimi Räikkönen     | Alfa Romeo-Ferrari    | 49     | Accident         | 12          |       |
| Ret                                                                    | 11 | Sergio Pérez       | Racing Point-Mercedes | 42     | Motor            | 15          |       |
| Ret                                                                    | 63 | George Russell     | Williams-Mercedes     | 34     | Accident         | 18          |       |
| Volta ràpida: Kevin Magnussen (Haas-Ferrari) — 1:42.301 (en el lap 58) |    |                    |                       |        |                  |             |       |
| Font:                                                                  |    |                    |                       |        |                  |             |       |

Notes

- ^1  – Antonio Giovinazzi fou penalizat amb 10 segons a seu temp final per conduzir molt prop de la grua durant el Safety Car.
- ^2  – Kevin Magnussen va fer la volta ràpida, però com que no estava a la zona de pontuació, no anotò punts.

## Classificació després de la Cursa.
| Pos. | Pilot            | Punts | Canvis     |
| ---- | ---------------- | ----- | ---------- |
| 1    | Lewis Hamilton   | 296   | =          |
| 2    | Valtteri Bottas  | 231   | =          |
| 3    | Charles Leclerc  | 200   | Augment    |
| 4    | Max Verstappen   | 200   | Disminució |
| 5    | Sebastian Vettel | 195   | =          |

| Pos. | Constructor     | Punts | Canvis |
| ---- | --------------- | ----- | ------ |
| 1    | Mercedes        | 527   | =      |
| 2    | Ferrari         | 394   | =      |
| 3    | Red Bull-Honda  | 289   | =      |
| 4    | McLaren-Renault | 89    | =      |
| 5    | Renault         | 67    | =      |